# Bol'šaja Lubjanka
Bol'šaja Lubjanka è una strada del distretto amministrativo centrale di Mosca.
La strada procede a nord-est da piazza Lubjanka a piazza delle Porte Sretenka sull'Anello dei Boulevard. Il percorso continua poi da via Sretenka (sull'Anello dei giardini), viale Mira e Yaroslavskoye Shosse ed è il tratto iniziale del percorso dell'autostrada che collega Mosca a Sergiev Posad, Yaroslavl, Vologda e Arkhangelsk.
La strada funge da confine tra il distretto Meščanskij (ad ovest di Bol'šaja Lubjanka) e il distretto di Krasnosel'skij (ad est).
Tra il 1926 e il 1991 la strada prese il nome di via Dzeržinskij, in onore del politico Feliks Dzeržinskij.
Al numero 2 della via si trova il Palazzo della Lubjanka, sede del FSB ed in precedenza del KGB.